# 沢村貴義
沢村 貴義（さわむら たかよし、1913年2月6日 - 1977年1月28日）は、日本の経営者。日本通運社長を務めた。

## 経歴
香川県坂出市出身。1937年に神戸商業大学を卒業し、同年に日本通運に入社。
1946年に取締役に就任し、常務、海運事業部長を経て、1966年11月に専務に就任。1968年1月には社長に昇格した。
日野自動車工業取締役、東京商工会議所議員、日本経営者団体連盟常任理事なども歴任した。
1977年1月28日、肝硬変のために死去。63歳没。